# 2023 인촨 가스 폭발
2023년 6월 21일, 중화인민공화국 닝샤 후이족 자치구 인촨시 싱칭구의 푸양 바비큐 레스토랑(중국어: 富洋烧烤店)에서 용선 축제 전날 가스 폭발로 31명이 사망하고 7명이 부상당했다. 이는 2019년 동부 장쑤성의 화학 공장에서 78명의 사망자가 발생한 이후 중국에서 일어난 가장 큰 폭발사고다.